# 북극늑대
북극늑대(학명 : Canis lupus arctos, 영어: Arctic wolf) 눈늑대, 흰색늑대는 늑대의 아종 중 하나이다. 북극늑대는 캐나다의 퀸엘리자베스 제도에 서식한다. 이들은 흰색의 털을 갖고 있으며 긴 송곳니를 가지고 있다. 몸길이는 130~180cm, 무게는 수컷 34~46kg, 암컷 36~38 정도다. 하루 동안 장거리를 이동하며, 성질이 포악하고 사냥감 추격에 능하다.

## 먹잇감
주로 사향소와 북극토끼를 먹이로 삼는다. 또한 레밍, 순록새, 딱정벌레도 먹는다. 먹을 것이 없을 때에는 쓰레기 더미까지 뒤진다.

## 추가 자료
- L. David Mech (text), Jim Brandenburg (photos), At Home With the Arctic Wolf, National Geographic Vol. 171 No. 5 (May 1987), pp. 562–593
- L. David Mech, The Arctic Wolf: 10 Years With the Pack, Voyageur Press 1997, ISBN 0-89658-353-8